# 威廉·史密斯 (水手)
威廉·史密斯（英語：William Smith；1790年10月11日—1847年）是一位英國船長、航海家、探險家、軍官，出生於英格蘭諾森伯蘭郡布萊斯。他被普遍認為是首位在南極洲格雷厄姆地附近發現南设得兰群岛的探險家，也是第一位踏上南緯60°以南陸地（即現在《南極條約》地區）的人。